# 肛門鉤

不鏽鋼製的肛門鉤

肛門鉤是一種性玩具，外觀類似魚鉤，用於插入肛門或從事其他性活動。肛門鉤的材質多樣，以不鏽鋼最為常見。其外型通常是彎曲的棒狀金屬，一端是金屬球，另一端是環。與其它被設計來插入肛門的性玩具（例如拉珠和假陰莖）不同，肛門鉤幾乎皆以剛性材料製成。因此如果使用不當，更容易對人體造成傷害。